# Kömlő, Heves
Kömlő  este un sat în districtul Heves, județul Heves, Ungaria, având o populație de 1.962 de locuitori (2011). 

## Demografie
Componența etnică a satului Kömlő
     Maghiari (70,51%)
     Romi (28,47%)
     Necunoscut (0,34%)
     Alții (0,68%)
Componența confesională a satului Kömlő
     Fără religie (26,5%)
     Reformați (2,4%)
     Necunoscută (70,69%)
     Atei (0,41%)
     Alte religii (1,48%)
Conform recensământului din 2011, satul Kömlő avea 1.962 de locuitori. Din punct de vedere etnic, majoritatea locuitorilor (70,51%) erau maghiari, cu o minoritate de romi (28,47%). Apartenența etnică nu este cunoscută în cazul a 0,34% din locuitori. Nu există o religie majoritară, locuitorii fiind persoane fără religie (26,5%) și reformați (2,4%). Pentru 70,69% din locuitori nu este cunoscută apartenența confesională.